# Osiedle Brzozowe (Mrągowo)
Osiedle Brzozowe – osiedle mieszkaniowe w Mrągowie, położone na południowych zboczach Wzgórza Jaenike, między ulicami: Marii Skłodowskiej-Curie, Piotra Sobczyńskiego, Marii Konopnickiej i Brzozową. Koło osiedla znajduje się park Sikorskiego. Zabudowę osiedla stanowią pięciokondygnacyjne bloki z wielkiej płyty, wybudowane w latach 70. XX w. Na wschód od osiedla znajduje się I Liceum Ogólnokształcące im. Obrońców Westerplatte.
Na zachód od osiedla znajdowała się fabryka mebli, która upadła w 2007. W jej miejsce pomiędzy 2011 a 2013 wybudowano Centrum Handlowe "Fabryka" mieszczące supermarket i mini galerię handlową. Po jej bankructwie budynek został przejęty przez sieć handlową Marcpol, a później przez supermarket "Na Górce". 
Przez osiedle przebiegają linie autobusów komunikacji miejskiej.